# Politika Srbije
Politiko Srbije opredeljuje enotni parlamentarni okvir, ki ga določa ustava Republike Srbije, v kateri je predsednik, trenutno Aleksandar Vučić, vodja države, medtem ko je predsednica vlade, trenutno Ana Brnabić, vodja vlade. Izvršno oblast izvajata srbska vlada in predsednik Srbije. Zakonodajno oblast ima enodomni državni zbor, ki ga sestavlja 250 sorazmerno izvoljenih poslancev. Sodstvo je neodvisno in ga vodi Vrhovno kasacijsko sodišče, ki je tudi najvišje sodišče v Srbiji.  
Srbski politični sistem uporablja večstrankarski sistem. Prve politične stranke in organizacije so bile ustanovljene v prvi polovici 19. stoletja, uradno pa so bile registrirane kot politične stranke leta 1881. Narodna radikalna stranka (NRS) je prevladovala v srbski in jugoslovanski politiki od poznega 1880 leta pa vse do leta 1928. Srbija je bila del Kraljevine Srbov, Hrvatov in Slovencev (kasneje imenovane Kraljevina Jugoslavija) od leta 1918 do 1941. V času nemške okupacije je bila vlada neodvisna in so jo večinoma vodili vojaški uslužbenci, desni politiki in nekdanji pripadniki fašistične jugoslovansko narodno gibanje (ZBOR). Po drugi svetovni vojni je bila Srbija ponovno ustanovljena kot enopartijska država in kot ena od konstitutivnih republik komunistične Jugoslavije, ki jo je vodila Zveza komunistov Srbije (SKS). Jugoslavija je leta 1992 postala del Zvezne republike Jugoslavije in je bila do leta 2000 pod prevladujočo oblastjo Socialistične stranke Srbije (SPS). Od leta 2012 je največja stranka Srbska napredna stranka (SNS) vladajoča stranka Srbije in je vzpostavila prevladujočo moč v srbski politiki, vključno s preusmeritvijo v avtoritarnost in zatiranjem srbske opozicije. 
Predsednik republike je poleg tega, da je vodja države, tudi vrhovni poveljnik srbskih oboroženih sil in je neposredno izvoljen na podlagi glasovanja ljudi za petletni mandat, vendar ima po ustavi predsednik malo vladne moči in je predvsem ceremonialni položaj. Sedanji predsednik Aleksandar Vučić deluje po polpredsedniškem sistemu. Mesto podpredsednika vlade trenutno zaseda Branko Ružić. Državni zbor ima skupaj 250 sedežev, poslanci pa so izvoljeni s splošnim glasovanjem za štiriletni mandat. Stranka mora prejeti vsaj 3 % glasov vseh ljudi, da se lahko uvrsti na katero koli mesto, razen manjšinskih strank, ki morajo doseči le 0,4 % glasov. Vladajoča koalicija, ki jo vodi SNS, ima v parlamentu 188 sedežev, vladne stranke pa 243 sedežev, opozicija pa ima le 7 sedežev. Poleg parlamentarnih in predsedniških volitev v Srbiji potekajo še lokalne, regionalne in pokrajinske volitve.
Na volitvah leta 2014 je zmagala Srbska napredna stranka (SNS), premier pa je postal vodja SNS Aleksandar Vučić. Tri leta pozneje je prevzel mesto predsedniškega položaja. Ana Brnabić je predsednica vlade od leta 2017, vendar je predsednik Vučić trdno obdržal izvršilno oblast.
Junija 2020 je vladajoča srbska napredna stranka (SNS) na parlamentarnih volitvah prepričljivo zmagala. Glavne opozicijske skupine so glasovanje bojkotirale. Po mnenju opozicije pogoji niso bili svobodni in pošteni.
Economist Intelligence Unit je leta 2020 Srbijo ocenil kot državo z demokratičnimi pomanjkljivostmi.